# قلعة كهفية

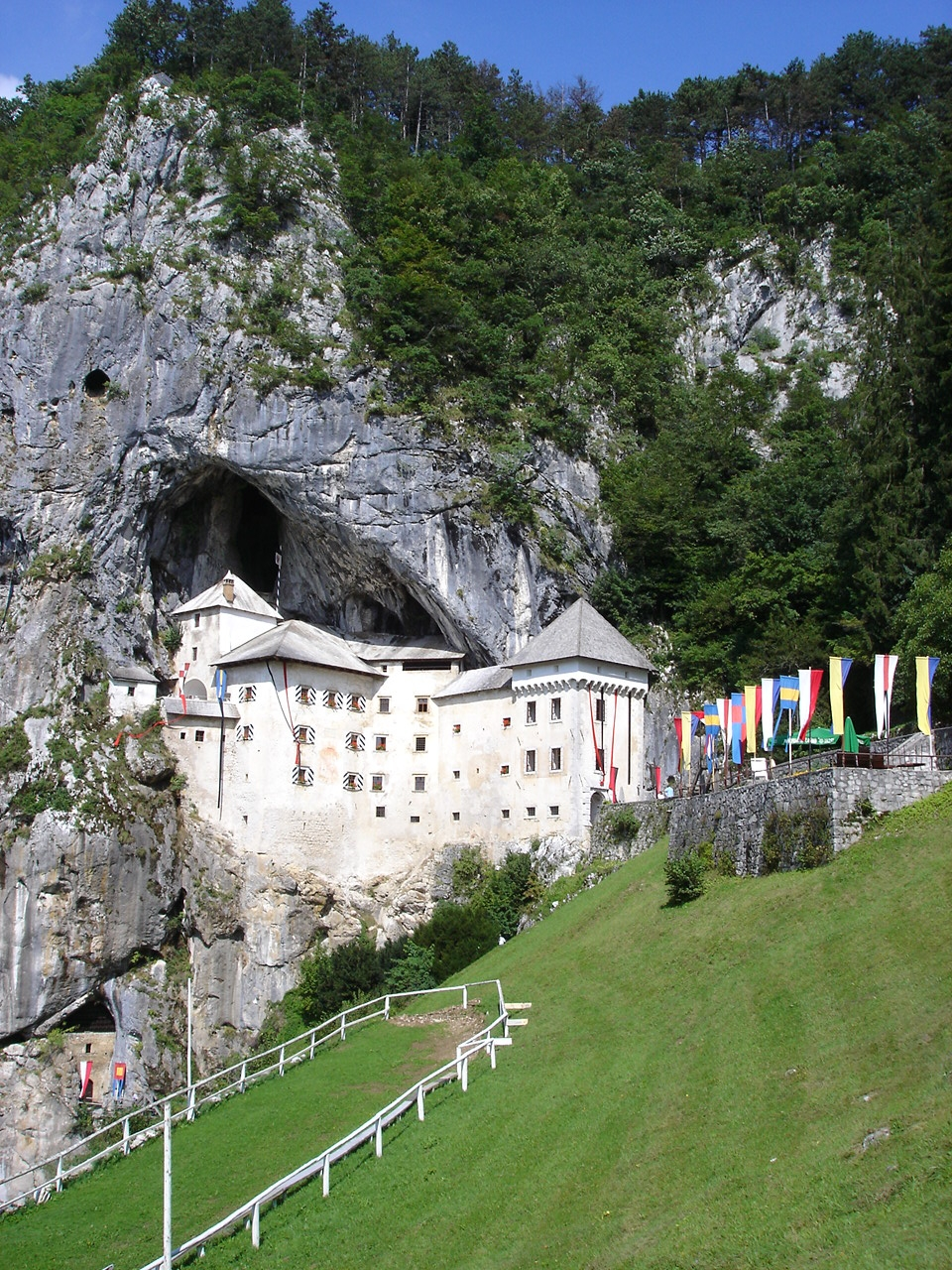
بريدجاما قلعةٌ كهفية قُرب بوستوينا (أديلسبيرغ) في سلوفينيا

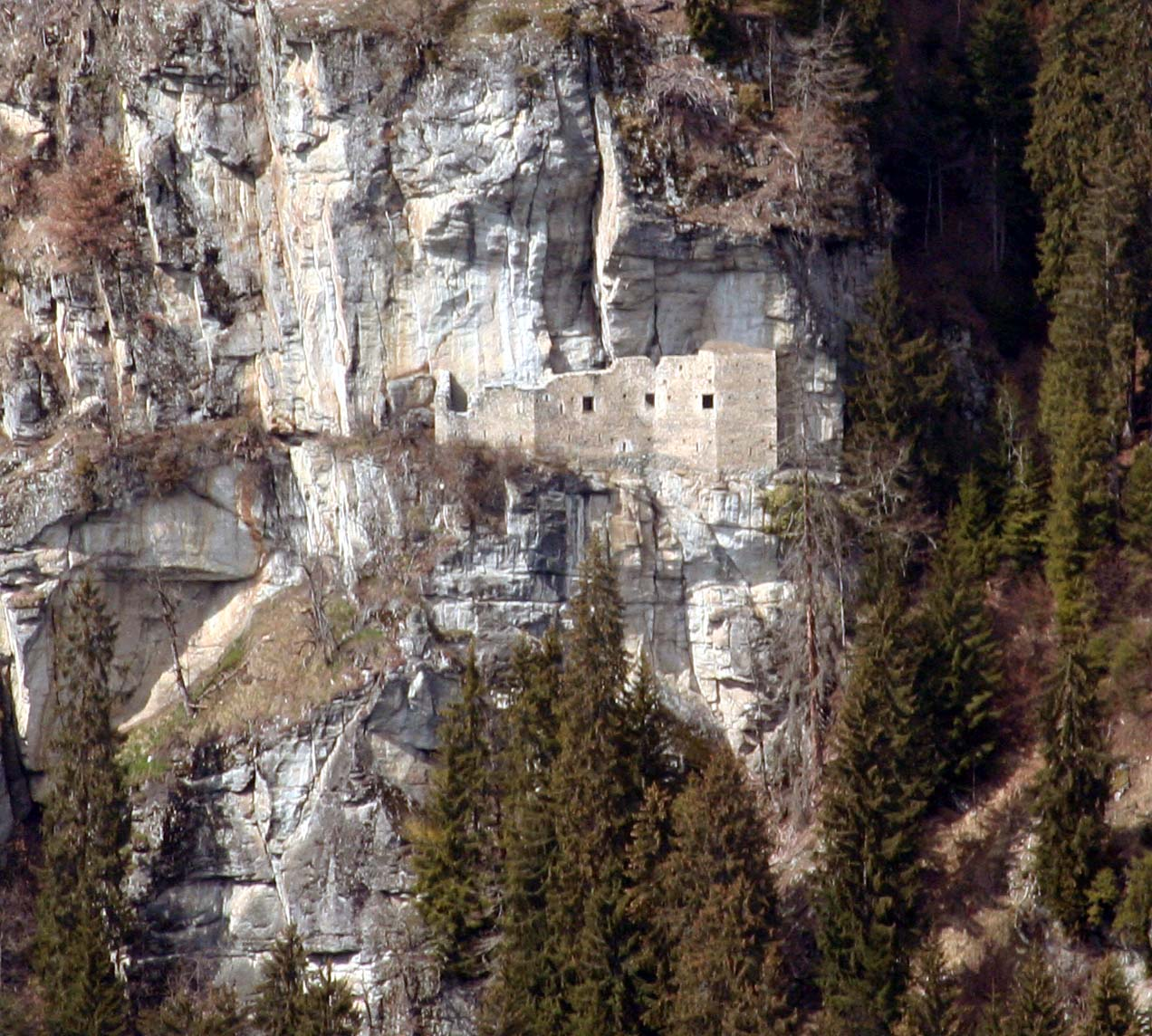
قلعة كروبفنشتاين قُرب والستنبورغ فورز، كانتون غراوبوندن في سويسرا

قلعة كهفية (بالألمانية:  Höhlenburg) هي قلعة سكنية أو قلعة ملجأ تُبنى في كهف طبيعي. تدخل ضمن فئة قلاع التلال. على عكس الأنواع الأخرى (مثل القلاع المائية)، لا يمكن مُهاجمة هذه القلاع إلا من الأمام أو بالحفر في الصخر من الأعلى، وتكون بوابتها عادةً في منتصف وجه صخري، مما يجعل اختراقها أكثر صُعوبة. كشفت الاكتشافات الأثرية أن الكهوف كانت تستخدم مَلاجئًا مُنذ العصر الحجري. ظهرت أول القلاع الكهفية في العصور الوسطى في القرنين الحادي عشر والثاني عشر وانتشرت في القرنين الرابع عشر والخامس عشر، خاصة في أجزاء من فرنسا وسويسرا.

## قلاع كهفية
- واد الحمام، القرن السابع عشر الميلادي، الجليل، إسرائيل

قلاع الدول الصليبية في الشرق الأوسط
- كهف دي سويت أو عين الحبيس، وادي اليرموك، الأردن[1]
- مغارة فخر الدين، داخل صيدا، لبنان[2]
- قلعة نيحا، أو كهف دي تيرون، واقفة في وسط سيادة صيدا، لبنان[3]
- جبل الأربعين في أريحا، الضفة الغربية، فلسطين[4]